# Mount Eaton (Ohio)
Pour les articles homonymes, voir Mount Eaton.
Mount Eaton est un village américain situé dans le comté de Wayne, dans l'Ohio. Selon le recensement de 2010, sa population est de 241 habitants.